# Амелија Ерхарт
Амелија Мери Ерхарт (енгл. Amelia Mary Earhart) је била америчка пилоткиња, прва жена која је авионом прелетела Атлантски океан.
Рођена је и одрасла у Ачисону, Канзас, а касније у Дес Мојну, Ајова. Ерхарт је у младости развила авантуристички дух. Постепено је стицала искуство у летењу, од својих двадесетих година. Током 1928, Ерхарт је постала прва путница која је прешла Атлантик авионом (у пратњи пилота Вилмера Штулца), због чега је стекла статус славне личности. Године 1932, као пилог Локид Вега, Ерхарт је извршила непрекидни соло трансатлантски лет, поставши прва жена која је остварила такав подвиг. За ово достигнуће добила је одликовање United States Distinguished Flying Cross. Године 1935. Ерхарт је постала гостујући предавач факултета на Универзитету Пурдуе као саветник за аеронаутичко инжењерство и саветник за каријеру студентима. Такође је била члан Националне женске партије и рана присталица Амандмана о једнаким правима. Позната као једна од најинспиративнијих америчких личности у авијацији са краја 1920-их и током 1930-их. Њена заоставштина се често упоређује са раном аеронаутичком каријером пионирског авијатичара Чарлса Линдберга, као и са личностима попут прве даме Елеонор Рузвелт, због њиховог блиског пријатељског односа и трајног утицаја на женско питање у том периоду историје.
Током покушаја да постане прва жена која је завршила обилазак планете 1937. са авионом Локид Електра, она и навигатор Фред Нунан нестали су изнад централног Тихог океана у близини острва Хауланд. Последњи пут су виђени у Лаеу, Нова Гвинеја, 2. јула 1937. године, на последњој станици пре острва Хауланд и једне од последњих деоница лета. Уопштено се претпоставља да су она и Нунан умрле негде у Пацифику током обиласка, само три недеље пре њеног четрдесетог рођендана. Скоро годину и шест месеци након што су она и Нунан нестали, Ерхартова је званично проглашена мртвим. Истраге и значајан интерес јавности за њихов нестанак и даље се настављају више од 80 година касније.
Деценијама након њене претпостављене смрти, Ерхартова је уврштена у Националну кућу славних ваздухопловства 1968. и Националну кућу славних жена 1973. године. Данас постоји неколико комеморативних споменика постављених или названих у њену част широм Сједињених Америчких Држава, укључујући урбани парк, аеродром, резиденцијалну салу, музеј, истраживачку фондацију, мост, теретни брод, брану, четири школе, хотел, играоницу, библиотеку, више путева и друго. По њој је такође именована мала планета, планетарна корону и новооткривени Месечев кратер. Рангирана је на деветом месту на листи Flying 51 хероја авијације.

## Биографија

### Детињство
Ерхарт је била ћерка Самјуела "Едвина" Стантона Ерхарта (1867–1930) и Амелије "Ами" (Отис; 1869–1962). Рођена је у Ачисону, у држави Кансас, у дому њеног деде по мајци Алфреда Гидеона Отиса (1827–1912), који је био бивши савезни судија, председник Ачисон штедионице и истакнута личност у свом месту. Она је била друго дете у браку, након што је прво дете мртворођено, у августу 1896. године. Делом је била немачког порекла. Алфред Отис у почетку није фаворизовао брак и није био задовољан Едвиновим напретком у адвокатури.
Према породичним обичајима, Ерхарт је име добила по две баке, Амелији Џозефини Харес и Мери Велс Патон. Амелија је од малих ногу била лидер, док је њена сестра Грејс Муријел Ерхарт (1899–1998), две године млађа, деловала као послушна следбеница. Амелији је надимак „Мели“ (понекад и „Мили“), а Грејс су звали „Пиџ“; обе девојчице су наставиле да одговарају на своје надимке из детињства и у старијим годинама. Њихово васпитање било је неконвенционално, јер Ејми Ерхарт није веровала у одгајање деце да буду „лепе девојчице“. Али њихова бака по мајци није одобравала „блузе“ које су носили, и иако се Ерхартовој свидела слобода кретања, била је осетљива на чињеницу да девојке из суседства носе хаљине.

### Рани утицаји
Као дете, Ерхарт је проводила дуге сате играјући се са сестром Пиџ, пењала се по дрвећу, ловила пацове пушком. Иако је љубав према природи и игрицама била уобичајена за многе младе, неки биографи су Ерхарт окарактерисали као личност налик дечаку. Девојке су држале „црве, мољце, коњице и жабу крастачу“ у све већој колекцији сакупљеној у њиховим изласцима. Током 1904. уз помоћ свог ујака, Ерхарт је поплочала рампу домаће израде, направљену по узору на тобоган који је видела на путовању у Сент Луис. Њен први документован први лет завршио се драматично. Изашла је из разбијене дрвене кутије која је служила као санке са натученом усном, поцепаном хаљином и „осећајем усхићења“. Она је узвикнула: Ох, Пиџ, то је као летење!
Иако је до тог тренутка било неких грешака у каријери Едвина Ерхарта, 1907. године његов посао службеника за потраживања за Железницу Рок Ајленд довео је до преласка у Де Мојн, Ајова. Следеће године, са 10 година, Ерхартова је први пут видела авион на сајму државе Ајова у Де Мојну. Њен отац је покушао да заинтересује ћерке за летење. Један поглед на климави фливер био је довољан за Ерхарт. Касније је описала двокрилац као „ствар од зарђале жице и дрвета, нимало занимљиву“.

### Образовање
Сестре Амелија и Мјуријел (које су од тинејџерских година носиле средње име) остале су код бабе и деде у Ачисону, док су се њихови родитељи преселили у нову, мању четврт у Де Мојну. Током овог периода, девојчице су биле школоване код куће од стране своје мајке и гувернанте. Амелија је касније испричала да је „изузетно волела да чита“ и да је провела безброј сати у великој породичној библиотеци. Године 1909, када се породица коначно поново окупила у Де Мојну, деца Ерхарт су по први пут уписана у јавну школу и Амелија је тада имала 12 година и кренула је у седми разред.

### Породично богатство
Док су се финансије породице наизглед побољшале куповином нове куће, чак су и запослили двоје слугу, убрзо је постало очигледно да је Едвин алкохоличар. Пет година касније, 1914, био је приморан да се повуче и иако је покушао да се излечи, никада није враћен на посао на Железници Рок Ајленд. Отприлике у то време, Ерхартова бака Амелија Отис је изненада умрла, остављајући значајно наследство и део вредности наследства је стављен у фонд, због страха да ће Едвинов алкохолизам исцрпити финансијска средства. Кућа Отис је била на аукцији заједно са свим садржајем; Ерхарт је била сломљена срца и касније је то описала као крај свог детињства.
Године 1915, након дуге потраге за послом, Ерхартов отац је добио посао као чиновник на Великој северној железници у Сент Полу у Минесоти, где је Ерхарт као млађи уписао Централну средњу школу. Едвин је поднео захтев за премештај у Спрингфилд, Мисури, 1915. године, али је тадашњи службеник за потраживања преиспитао своју пензију и захтевао да му се врати посао, остављајући старијег Ерхарта без посла. Суочена са још једним катастрофалним потезом, Ејми Ерхарт је одвела своју децу у Чикаго, где су живела са пријатељима. Ерхартова је поставила необичан услов у избору наставка школовања; претражила је оближње средње школе у Чикагу да пронађе најбољи научни програм. Одбила је средњу школу најближу њеном дому када се пожалила да је хемијска лабораторија неадекватна. На крају је уписала средњу школу у Хајд парку, али је провела јадан семестар где је натпис у школском годишњаку приказао суштину њене несреће, „А. Е. – девојка у браон која хода сама“.
Ерхарт је завршила средњу школу у Хајд парку у Чикагу 1916. Током тешког детињства, наставила је да тежи будућој каријери; држала је албум исечака из новина о успешним женама у претежно мушким областима, укључујући филмску режију и продукцију, право, оглашавање, менаџмент и машинство. Започела је млађи колеџ у школи Огонц у Рајдалу, Пенсилванија, али није дипломирала.
Током божићних празника 1917, Ерхарт је посетила своју сестру у Торонту. Први светски рат је беснео и Ерхарт је видела како се враћају рањени војници. Након школовања за медицинску сестру помоћника у Црвеном крсту, почела је да ради у Одреду добровољне помоћи у Војној болници Шпадина. Њене дужности су биле припремање хране у кухињи за пацијенте на посебној дијети и дељење прописаних лекова у болничкој амбуланти. Тамо је Ерхарт чула приче војних пилота и развила интересовање за летење.

### Пандемија шпанског грипа 1918
Када је пандемија шпанског грипа из 1918. стигла у Торонто, Ерхарт је била ангажован на тешким дужностима сестара које су укључивале ноћне смене у војној болници Спадина. И сама је постала пацијент, имала је упалу плућа и упалу синису. Била је хоспитализована због упале плућа почетком новембра 1918, а отпуштена је у децембру 1918, отприлике два месеца након што је болест почела. Њени симптоми повезани са синусима били су бол и притисак око једног ока и обилна дренажа слузи кроз ноздрве и грло. Док је боравила у болници током пре-антибиотске ере, имала је болне мање операције за испирање захваћеног максиларног синуса, али ове процедуре нису биле успешне и Ерхартова је наставила да има све горе главобоље. Опоравак је трајао скоро годину дана, које је провела у кући своје сестре у Нортхемптону у Масачусетсу. Ерхарт је проводила време читајући поезију, учећи да свира бенџо и студирајући механику. Хронични синуситис је значајно утицао на њено летење и активности у каснијој животној доби, а понекад је чак и на аеродрому била приморана да носи завој на образу да покрије малу дренажну цев.

### Рана искуства летења
Отприлике у то време, Ерхарт је са младом пријатељицом посетили сајам ваздуха који је одржан у вези са Канадском националном изложбом у Торонту, где је била веома инспирисана и узбуђена садржајем изложбе. Један од врхунаца дана била је тачка коју је приредио ас из Првог светског рата. Пилот је приметио Ерхарт и њену пријатељицу, које су посматрале са изоловане чистине, и усмерио се на њих. „Сигурна сам да је рекао себи: 'Гледај како ћу да их натерам да беже'", изјавила је. Ерхарт је стајала на свом месту док се летелица приближавала. „Тада то нисам разумела“, рекла је, „али верујем да ми је тај мали црвени авион рекао нешто док је пролетео.
До 1919. године, Ерхарт се спремала да почне школовање на  Смит колеџу, где је њена сестра била студент. Међутим, предомислила се и уписала је студије медицине на Универзитету Колумбија. Дала је отказ годину дана касније да би била са својим родитељима, који су се поново окупили у Калифорнији.
Двадесет и осмог децембра 1920. Ерхарт и њен отац присуствовали су „састанку из ваздуха“ на Дагерти Филду у Лонг Бичу у Калифорнији  Замолила је свог оца Едвина да пита о путничким летовима и часовима летења. Букирала је путнички лет следећег дана у Емори Роџер'с Филд, на углу Вилшир Булевара и Ферфакс авеније. Цена лета од 10 минута са Френком Хоксом је била 10 долара (који је касније стекао славу). Хокс у је провозао и то јој је заувек променило живот. „До тренутка када сам прешала две или три стотине стопа [60–90 м] од земље“, рекла је, „знала сам да морам да летим.“
Следећег месеца Ерхарт је ангажовала Нету Снук за инструктора летења. Првобитни уговор је био за 12 сати наставе, за 500 долара. Радећи на разним пословима, укључујући послове фотографа, возача камиона и стенографа у локалној телефонској компанији, успела је да уштеди 1.000 долара за часове летења. Ерхартова је своју прву лекцију имала 3. јануара 1921. у Кинер Филду на западној страни Булевара Лонг Бич и Твиди Роуда, сада у граду Саут Гејт. Снук је за обуку користио Кертис ЈН-4 „Канук“, који је раније рестаурирао. Да би стигла до аеродрома, Ерхартова је морала да иде аутобусом до краја линије, а затим да пешачи шест километара. Њена мајка је такође обезбедила део улога од 1.000 долара, иако није давала подршку.
Да би завршила трансформацију свог имиџа, такође је скратила косу, у стилу других жена пилота. Шест месеци касније, у лето 1921, Ерхартова је купила половни двокрилац Кинер Ерстер светло хром жуте боје, противно Снуковом савету којем је дала надимак „Канаринац“. Након првог успешног соло слетања, купила је нови кожни капут за летење. Због новог капута била је задиркивана, па је своје одело адаптирала, спавајући у њему и мрљајући га авионским уљем.
Двадесет и другог октобра 1922. Ерхарт је летела Ерстером на висину од 14.000 ft (4.300 m), постављајући светски рекорд за жене пилоте. Она је 16. маја 1923. постала 16. жена у САД којој је Међународна аеронаутичка федерација (ФАИ) издала пилотску дозволу (# 6017).

## Ваздухопловна каријера и брак

### Финансијска криза
Током раних 1920-их, након катастрофалне инвестиције у пропали рудник гипса, Ерхартино наслеђе са бакине стране, којим је сада управљала њена мајка, стално се смањивало све док није било потпуно исцрпљено. Сходно томе, без могућности да надокнади уложено у летење, Ерхарт је продала „Канаринца“ као и другу летелицу и купила жути Кисел Голд Буг „Спидстер“ аутомобил са два седишта, који је назвала „Жута опасност“. Истовремено, Ерхартова је доживела погоршање свог старог проблема са синусима како се њена бол погоршавала, тако да је почетком 1924. године била хоспитализована на још једну операцију синуса, која је поново била неуспешна. Након што се окушала у бројним подухватима који су укључивали оснивање фотографске компаније, Ерхартова је кренула у новом правцу.

### Бостон
Након развода родитеља 1924. године, одвезла је своју мајку у „жутој опасности“ на трансконтинентално путовање из Калифорније са заустављањима широм западних Сједињених Америчких Држава и излетом до Банфа, Алберта. На крају пута су дошли у Бостон, Масачусетс, где је Ерхартова подвргнута још једној операцији синуса која је била успешнија. Након опоравка, вратила се на Универзитет Колумбија на неколико месеци, али је била приморана да напусти студије и све даље планове за упис на Технолошки институт у Масачусетсу, јер њена мајка више није могла да приушти школарину и пратеће трошкове. Убрзо након тога, запослила се прво као учитељица, а затим као социјални радник 1925. у Денисон Хаус, кући у насељу Бостон. У то време је живела у Медфорду у Масачусетсу.
Када је Ерхартова живела у Медфорду, одржавала је интересовање за ваздухопловство. Постала је члан бостонског огранка Америчког аеронаутичког друштва и на крају је изабрана за потпредседника. Одлетела је са аеродрома Денисон у Квинси, Масачусетс, и помогла је у финансирању рада улажући малу суму новца. Ерхарт је такође одлетела првим званичним летом са аеродрома Денисон 1927. Поред тога што је деловала као продајни представник за Kinner Aircraft у области Бостона, Ерхарт је писала колумне у локалним новинама које промовишу летење и како је постајала познатија у локалним оквирима, изложила је планове за организацију посвећену женама летачима.

### Трансатлантски лет 1928
Након соло лета Чарлса Линдберга преко Атлантика 1927. године, Ејми Гест (1873–1959) изразила је интересовање да буде прва жена која је прелетела (или је превезана преко) Атлантски океан. Након што је одлучила да је путовање превише опасно, понудила је да спонзорише пројекат, сугеришући да нађу „другу девојку са правим имиџом“. Док је била на послу једног поподнева у априлу 1928. године, Ерхарт је добила телефонски позив од капетана Хилтона Х. Рејлија, који ју је питао: „Да ли би волела да летиш Атлантиком?“
Координатори пројекта (укључујући издавача књига и публицисту Џорџа П. Путнама ) интервјуисали су Ерхарт и замолили је да прати пилота Вилмера Стулца и копилота/механичара Луиса Гордона на лету, номинално као путник, али са додатном обавезом да води евиденцију лета. Тим је кренуо из луке Трепаси, Њуфаундленд, у Авија Фокер F.VIIb/3m /3м под називом „Пријатељство“ 17. јуна 1928. године, слетевши у Пвл близу Бури Порта, Јужни Велс, тачно 20 часова и 40 минута касније  На локалитету се налази спомен-плоча плаве боје. Пошто је највећи део лета био путем инструмената а Ерхарт није имала обуку за ову врсту летења, она није возила летелицу. Када је интервјуисана након слетања, рекла је: „Штулц је урадио све летове—морао. Била сам само пртљаг, као врећа кромпира“. Додала је: "… можда ћу једног дана покушати сама."
Ерхартова је наводно дочекана 19. јуна 1928. када је слетела у Вулстон у Саутемптону у Енглеској. Летела је са Avro Avian 594 Avian III, SN: R3/AV/101 у власништву Лejди Мeри Хит, а касније је купила авион и послала га назад у САД (где му је додељена „идентификациона ознака нелиценцираног авиона“ 7083).
Када се посада Стулца, Гордона и Ерхарта вратила у Сједињене Америчке Државе 6. јула, приређен јој је дочек и парада дуж кањона Хероја на Менхетну, након чега је организован пријем код председника Калвина Кулиџа у Белој кући.

### Имиџ познате личности
Користећи њену физичком сличност са Линдберг, коју је штампа назвала „Срећна Линди“, неке новине и часописи су почеле да помињу Ерхарт као „Лејди Линди“. Јунајтед прес је ишао корак даље; за њих је Ерхарт била владајућа "Краљица ваздуха". Одмах по повратку у Сједињене Државе, предузела је исцрпљујућу турнеју предавања 1928. и 1929. године. У међувремену, Путнам се обавезао да је снажно промовише у кампањи која је укључивала објављивање књиге чији је аутор, низ нових обилазака предавања и коришћење њених слика у рекламирању производа на масовном тржишту за производе укључујући пртљаг, цигарете Lucky Strike (ово је изазвало одређене проблеме са перцепцијом у јавности, при чему је часопис McCall's повукао своју понуду) и женску одећу и спортску одећу. Новац који је зарадила од Лаки Страјка био је намењен за донацију од 1.500 долара за предстојећу експедицију команданта Ричарда Бирда на Јужни пол.
Маркетиншка кампања Ерхартове и Путнама била је успешна у успостављању мистике око лика Ерхартове у јавној психи. Уместо да једноставно подржава производе, Ерхартова се активно укључивала у промоције, посебно у области женске моде. Већ неколико година сама је шила своју одећу, али линије „активног живљења“ које су се продавале у 50 продавница попут Мејси у градским областима биле су израз њеног новог јавног имиџа. Њен концепт једноставних, природних линија упарен са материјалима који се могу лако прати, отпорним на гуђвање, био је оличење углађеног, сврсисходног, али женственог А. Е. (име које је користила са породицом и пријатељима). Линија пртљага коју је промовисала (Modernaire Earhart Luggag) такође је представљена са њеним печатом. У том периоду се појавио широк спектар производа који су били именовани по њој.
Појавио се широк спектар промотивних артикала који носе име Ерхарт.

### Промовисање авијације
Подршка и потпора познатих личности из јавног живота помогли су Ерхартовој да исфинансира своје даље летове. Прихвативши позицију сарадника уредника у часопису Cosmopolitan, искористила је позицију за кампању за веће прихватање авијације у јавности, посебно фокусирајући се на улогу жена које улазе у ову област. Године 1929. Ерхарт је био међу првим авијатичарима који су промовисали комерцијално ваздушно путовање кроз развој путничке авио услуге; заједно са Чарлсом Линдбергом, представљала је Трансконтинентални ваздушни транспорт (ТАТ, касније ТВА) заједно са Маргарет Бартлет Торнтон и уложила је време и новац у успостављање прве регионалне шатл линије између Њујорка и Вашингтона, Ludington Airline. Била је потпредседница National Airways-а, који је обављао летеће операције за Boston-Maine Airways и неколико других авио-компанија на североистоку. До 1940, компанија је постала Northeast Airlines. Године 1934. посредовала је у име Изабел Ебел (која јој је помогла 1932.) да је буде прихваћена као прва жена студенткиња аеронатичког инжењерства на Универзитет Њујорк.

### Такмичарско летење
Иако је Ерхартова стекла славу трансатлантским летом, настојала је да постави сопствени „неукаљани“ рекорд. Убрзо након повратка, пилотирајући Avian 7083, кренула је на свој први дуги соло лет који се догодио баш у тренутку када је њено име дошло у центар пажње. Путовањем у августу 1928. Ерхарт је постала прва жена која је самостално летела преко северноамеричког континента и назад. Њене пилотске вештине и професионализам су постепено расли, што су признали искусни професионални пилоти који су летели са њом. Генерал Ли Вејд је 1929. летео са Ерхартовом: „Била је рођени летач, са деликатним додиром штапа“.
Ерхартова је касније направила свој први покушај да се такмичи у ваздушним тркама 1929. током првог ваздушног дербија, од Санта Монике до Кливленда. Трка је почела у Санта Моници, Калифорнија, 18. августа и завршавала у Кливленду, Охајо, 26. августа. Током трке заузела је четврто место у категорији тешких авиона. На претпоследњој станици у Колумбусу, њена пријатељица Рут Николс, која је била трећа, имала је несрећу док је била на пробном лету пре него што је трка поново почела. Николсина летелица ударила је у трактор на почетку писте и преврнула се, због чега је морала да напусти трку. У Кливленду, Ерхарт је био трећи у тешкој дивизији.
Године 1930. Ерхарт је постала званичник Националне аеронаутичке асоцијације, где је активно промовисала успостављање засебних женских рекорда и била је кључна у томе да Међународна ваздухопловна федерација (FAI) прихвати сличан међународни стандард. Осмог априла 1931. поставила је светски рекорд висине од 18.415 ft (5.613 m) летење аутожиром Pitcairn PCA-2 позајмљеним од Beech-Nut Chewing Gum.
Током овог периода, Ерхарт се укључила у Тhe Ninety-Nines, организацију жена пилота која пружа моралну подршку и унапређује ствар жена у ваздухопловству. Сазвала је састанак жена пилота 1929. након Женског ваздушног дербија. Име је предложила на основу броја чланова повеље; касније је постала прва председница организације 1930. Ерхартова је била енергичан заговорник жена пилота и када је трка за трофеј Бендикс 1934. забранила учешће жена, она је отворено одбила да одвезе филмску глумицу Мери Пикфорд у Кливленд да отвори трке.

### Брак са Џорџом Путнамом
Ерхарт је био верен за Семјуела Чепмена, хемијског инжењера из Бостона; раскинула је веридбу 23. новембра 1928. Током истог периода, Ерхарт и издавач Џорџ П. Путнам провели су много времена заједно. Путнам, који је био познат као ГП, разведен је 1929. и тражио је Ерхарта, запросивши је шест пута пре него што је коначно пристала да се уда за њега. Венчали су се 7. фебруара 1931. у кући Путнамове мајке у Ноанку, Конектикат. Ерхарт је њен брак назвала „партнерством“ са „двоструком контролом“. У писму написаном Путнаму и урученом му на дан венчања, она је написала: „Желим да разумеш да те нећу држати ни у каквом злу. [sic] кодекс верности мени нити ћу се сматрати везаном за вас на сличан начин." Она је наставила: "Можда ћу морати да задржим неко место где могу да одем да будем сама, с времена на време, јер не могу да гарантујем да ћу издржати сва времена затварање, чак и у атрактиван кавез."
Ерхартове идеје о браку биле су либералне за то време, јер је веровала у једнаке одговорности за оба хранитеља и јасно је задржала своје име уместо да је називају „госпођа Путнам“. Када је The New York Times, према правилима своје књиге стилова, инсистирао да је назива госпођом Путнам, она се насмејала. Путнам је такође сазнао да ће га звати господин Ерхарт. За младенце није било меденог месеца, јер је Ерхарт укључена у деветодневну турнеју по земљи која је промовисала аутожире и спонзора турнеје, жваке Beech-Nut. Иако Ерхарт и Путнам никада нису имали деце, он је из претходног брака са Дороти Бини (1888–1982) имао два сина. Његова претходна супруга је наследница компаније Binney & Smith, фирме кокја је измислила креон бојице. Имали су два сина: истраживача и писца Дејвид Бини Путнам (1913–1992) и Џорџ Палмер Путнам млађи (1921–2013). Ерхарту је посебно био драг Дејвид, који је често посећивао свог оца у њиховој породичној кући, која се налазила на територији клуба The Apawamis Club у Рају у Њујорку. Џорџ је оболео од дечије парализе убрзо након развода његових родитеља и није могао да долази толико често.

### Трансатлантски соло лет 1932.
Двадесетог маја 1932, 34-годишња Ерхарт је кренула из Харбор Грејс, Њуфаундленд, са примерком Telegraph-Journal,, који јој је дао новинар Стјуарт Трумен, да потврди датум лета. Намеравала је да одлети за Париз са Локид Вега 5B како би опонашала соло лет Чарлса Линдберга од пет година раније. Њен технички саветник за лет био је познати норвешко-амерички авијатичар Бернт Балчен, који је помагао у припреми авиона за лет. Такође је играо улогу мамца за штампу док је наводно припремао Ерхартову Вегу за лет на Арктику. После лета који је трајао 14 сати и 56 минута, током којег се борила са јаким северним ветровима, леденим условима и механичким проблемима, Ерхартова је слетела на пашњак у Калмору, северно од Дерија, Северна Ирска. Слетању су присуствовали Сесил Кинг и Т. Сојер. Када је неко са фарме упитао: Јеси ли далеко летела? Ерхартова је одговорила: „Из Америке“.
Као прва жена која је самостално летела преко Атлантика, Ерхарт је од Конгреса добила Заслужни летећи крст, крст витеза Легије части од француске владе и златну медаљу Националног географског друштва од председника Херберта Хувера. Како је њена слава расла, развила је пријатељства са многим људима на високим функцијама, а посебно са првом дамом Елеонор Рузвелт. Рузвелтова је делиоламнога Ерхартова интересовања и страсти, посебно женске ствари. Након летења са Ерхартом, Рузвелтова је добила студентску дозволу, али није даље наставила са својим плановима да научи да лети. Два пријатеља су често комуницирала током свог живота  Још један летач,
Џеклин Кокран, за коју се говорило да је Ерхартова ривалка, такође је постала њена особа од поверења током овог периода.

### Додатни соло летови
Једанаестог јануара 1935. Ерхарт је постао први авијатичар који је самостално летео од Хонолулуа, на Хавајима, до Оукланда у Калифорнији. Овај пут је користила авион Lockheed 5C Vegа. Иако су овај прекоокеански лет покушали многи други, посебно несрећни учесници Доле ваздушне трке 1927. која је преокренула руту, њен први лет је био углавном рутински, без механичких кварова. У последњим сатима се чак опустила и слушала „пренос Метрополитен опере из Њујорка”.
Те године, још једном летећи својим Вега авионом који је Ерхарт означила као „стара Беси, ватрени коњ“, она је 19. априла самостално летела из Лос Анђелеса у Мексико Сити. Следећи покушај рекорда био је директни лет од Мексико Ситија до Њујорка. На пут је кренула 8. маја, њен лет је прошао без икаквих догађаја, иако је велика гужва која ју је дочекала у Њуарку у Њу Џерсију забрињавала, јер је морала да пази да не таксира у гомили.
Ерхарт је поново учествовала у ваздушним тркама на дуге стазе, заузевши пето место на трци Бендикс трофеја 1935, што је био најбољи резултат који је могла да постигне, јер је њена акција Локид Вега, која је достигла 195 mph (314 km/h), надмашили су га наменски направљени ваздушни тркачи који су достигли више од 300 mph (480 km/h). Трка је била посебно тешка, јер је други такмичар, Сесил Ален, настрадала у несрећи при полетању, а ривалка Жаклин Кохран била је принуђена да се повуче због механичких проблема. Поред тога, „заслепљујућа магла“ и жестоке грмљавине су правиле проблем током трке.
Између 1930. и 1935. Ерхартова је поставила седам женских рекорда у брзини и даљини у разним авионима, укључујући Киннер Аирстер, Лоцкхеед Вега и Питцаирн Аутогиро. До 1935. године, препознајући ограничења њене „љупке црвене Вега” у дугим, прекоокеанским летовима, Ерхартова је размишљала о, према сопственим речима, о новој „награди… једном лету који сам највише желела да пробам – обилазак света што ближе његов струк какав би могао бити“. За нови подухват био би јој потребан нови авион.

### Прелазак из Њујорка у Калифорнију
Док је Ерхарт била на турнеји крајем новембра 1934. године, пожар је избио у резиденцији Путнам у Рају, уништивши многа породична блага и Ерхартове личне успомене. Путнам је већ продао свој удео у издавачкој компанији са седиштем у Њујорку свом рођаку Палмеру Путнаму. Након пожара, пар је одлучио да се пресели на Западну обалу, где је Путнам преузео своју нову позицију шефа уредништва Paramount Pictures у Северном Холивуду. Док је говорила у Калифорнији крајем 1934. године, Ерхарт је контактирала холивудског каскадерског пилота Пола Манца како би побољшала своје летење, фокусирајући се посебно на летење на даљину са Вегом.
На наговор Ерхартовe, Путнам је у јуну 1935. купио малу кућу поред клупске голф куће у језеру Толука, у енклави у долини Сан Фернандо, између студијских комплекса Warner Bros. и Universal Pictures, где су раније изнајмили привремени стан. Ерхартoвa и Путнам се, међутим, не би одмах уселили; одлучили су да ураде значајно преуређење и проширење простора. Ово је одложило усељење за неколико месеци.
Септембра 1935, Ерхарт и Манц су формално успоставили пословно партнерство о којем су размишљали од краја 1934, стварањем краткотрајне Earhart-Mantz Flying School, коју је Манц контролисао и управљао преко своје авио компаније United Air Services. Компанија се налазила на аеродрому Бурбанк, око пет миља (8 километара) од куће Earhart's Toluca Lake. Путнам се бавио рекламом за школу која је првенствено подучавала летење користећи Линк тренер.

### Светски лет 1937
Године 1935. Ерхарт се придружила Универзитету Пурдуе као гостујући члан факултета. Она је саветовала жене о каријери и као технички саветник на његовом Одсеку за аеронаутику. Почетком 1936. Ерхартлва је почео да планира лет око света. Иако су други летели широм света, њен лет би био најдужи на 29.000 миља (47.000 km) јер је ишао отприлике екваторијалним путем. Уз финансирање од Пурдуе-а, у јулу 1936. године, Локид електра (рег. NR16020) је направљен у компанији Lockheed Aircraft Company према њеним спецификацијама, које су укључивале опсежне модификације на трупу како би се уградили многи додатни резервоари за гориво. Ерхарт је овај монополни авион са два мотора назвала својом летећом лабораторијом. Авион је направљен у Локхидовој фабрици у Бурбанку у Калифорнији, а након испоруке је ускладиштен у  Mantz's United Air Service, који се налазио преко пута аеродрома од фабрике Локхед.
Лет је смишљен да испуни њену намере да прелети свет и прикупи материјал и пажњу јавности за своју следећу књигу. Ерхарт је изабрала капетана Харија Менинга за свог навигатора; он је био капетан брода President Roosevelt, који ју је вратио из Европе 1928. Менинг није био само навигатор, већ је био и пилот и вешт радио оператер који је знао Морзеову азбуку.
Првобитни план је укључивао посаду од две особе. Ерхарт је била пилот, а Менинг је навигирао. Током лета широм земље који је укључивао Ерхартову, Менинга и Путнама, Ерхартова је летела користећи оријентире. Она и Путнам су знали где се налазе. Менинг је урадио исправку навигације, али то је узбунило Путнама, јер их је Менингова позиција довела у погрешно стање. Летели су близу државне границе, тако да је грешка у навигацији била мала, али Путнам је и даље био забринут. Нешто касније, Путнам и Манц су договорили да обаве ноћни лет како би тестирали Менингове навигацијске вештине. У лошим навигацијским условима, Менингова позиција је била удаљена 20 миља. Елген М. и Маре К. Лонг сматрају Менингов учинак адекватним јер је био унутар прихватљиве грешке од 30 миља, али Манц и Путнам су желели бољег навигатора.
Кроз контакте у ваздухопловној заједници Лос Анђелеса, Фред Нунан је касније изабран за другог навигатора јер су постојали значајни додатни фактори са којима се морало позабавити. Нунан је имао искуство и у поморству (био је лиценцирани капетан брода) и у навигацији лета. Нуан је недавно напустио Пан Ам, где је успоставио већину рута хидроавиона компаније China Clipper преко Пацифика. Нунан је такође био одговоран за обуку Пан Американ навигатора за руту између Сан Франциска и Маниле. Првобитни планови су били да Нунан навигира од Хаваја до острва Хауланд, што је био посебно тежак део лета; затим би Менинг наставио са Ерхартовом до Аустралије и она би сама наставила остатак путовања.

### Први покушај
Седмнаестог марта 1937, Ерхарт и њена посада прелетели су прву етапу из Оукланда у Калифорнији до Хонолулуа на Хавајима. Поред Ерхарта и Нунана, на броду су били Хари Менинг и Манц (који је био Ерхартов технички саветник). Због проблема са подмазивањем и хабањем механизама променљивог нагиба главчина пропелера, авиону је био потребан сервис на Хавајима. На крају, Елецтра је завршила на Лук Филду Америчке морнарице на острву Форд у Перл Харбору. Лет је настављен три дана касније са Лук Филда са Ерхартом, Нунаном и Менингом у авиону. Следеће одредиште било је острво Хауланд, мало острво у Пацифику. Менинг, једини вешт радио-оператер, направио је аранжмане за коришћење радио-дирекције да се врати кући на острво. Лет никада није напустио Лук Филд. Током полетања дошло је до неконтролисане петље на земљи, срушио се предњи стајни трап, оба пропелера су ударила у земљу, авион је проклизао на стомак, а део писте је оштећен. Узрок уземљења је контроверзан. Неки сведоци на Лук Филду, укључујући новинара Асошиејтед преса, рекли су да су видели да је гума пукла. Ерхарт је мислио да је експлодирала десна гума Електре и/или се десни трап за стајање срушио. Неки извори, укључујући Манца, наводе грешку пилота.
Пошто је летелица озбиљно оштећена, лет је прекинут и авион је отпремљен морем у објекат у Бербакк на поправку.
Менинг је, пошто је узео одсуство да обави лет, сматрао да је било превише проблема и кашњења. Раскинуо је сваку везу коју је имао путовањем, остављајући Ерхарта са Нунаном, од којих ниједан није био вешт радио оператер.

### Други покушај
Док је Електра била на поправци, Ерхарт и Путнам су обезбедили додатна средства и припремили се за други покушај. Овај пут, летећи од запада ка истоку, други покушај је почео необјављеним летом од Оукленда до Мајамија на Флориди, а након што је стигла тамо, Ерхартова је јавно најавила план да облети свет. Супротан смер лета делимично је био резултат промена глобалног ветра и временских образаца дуж планиране руте од ранијег покушаја. На овом другом лету, Фред Нунан је био једини Ерхартов члан посаде. Пар је кренуо из Мајамија 1. јуна и након бројних заустављања у Јужној Америци, Африци, Индијском потконтиненту и југоисточној Азији, стигао је у Лае, Нова Гвинеја, 29. јуна 1937. године. У овој фази, око 22.000 миља (35.000 km) путовања је завршена. Преосталих 7.000 миља (11.000 km) била би изнад Пацифика.

### Полазак из Лае
Ерхарт је искористила део ранијег распореда за деоницу првог светског лета од Оукленда до Хонолулуа. Џонсон је проценио да би 900 галона горива обезбедило 40% већи домет него што је потребно за тај део. Коришћење 900 галона било је 250 галона мање од максималног капацитета резервоара за гориво Електре; то је значило уштеду од 1.500 lb (680 kg), па је Ерхарт укључио Манца као путника. Пут од Окланда до Хонолулуа имао је Ерхарта, Нунана, Менинга и Манца. Лет од Оукленда до Хонолулуа трајао је 16 сати. Електра је такође утоварила 900 галона горива за краћи део Хонолулуа до Хауленда (са само Ерхартом, Нунаном и Менингом у њему), али се авион срушио при полетању; падом је окончан први покушај лета око света.
Око 15 часова по локалном времену, Ерхартова је пријавила да је на висини од10.000 фита али да смањују висину због густих облака. Око 17 часова, Ерхартова је пријавила да је на висини од 7.000 стопа и брзина од 150 чворова.
Њихов последњи познати извештај о положају био је близу острва Нукуману, око 800 mi (700 nmi; 1.300 km) у лету.
Током лета, Нунан је можда могао да обави делимичну небеску навигацију како би одредио своју позицију. Ако се прелазак међународне датумске линије не узме у обзир, настала би грешка у позицији од 1° или 60 миља.

### Радио опрема
Електра је имала радио опрему и за комуникацију и за навигацију, али детаљи о тој опреми нису јасни. Електра није успела да успостави двосмерну радио комуникацију са USCGC Itasca (1929) и није успео да радиолоцира Itasca. Предложена су многа објашњења за те неуспехе.
Авион је имао модификовани предајник Western Electric модел 13C. Предајник од 50 вати био је способан да емитује на 500 kHz, 3105 kHz и 6210 kHz. Кристална контрола значи да се предајник не може подесити на друге фреквенције; авион је могао да емитује само на те три фреквенције. Предајник је модификован у фабрици да би обезбедио спосбност преноса од 500 kHz.
Последњи гласовни пренос примљен на острву Хауленд од Ерхарта указао је да она и Нунан лете дуж линије положаја (која се креће од С–Ј на 157–337 степени) које је Нунан израчунао и нацртао на карти као пролаз кроз Хауленд. Након што је изгубљен сваки контакт са острвом Хауланд, учињени су покушаји да се дођу до летака и гласовним и Морзеовом азбуком. Оператери широм Пацифика и Сједињених Држава су можда чули сигнале оборене Електре, али они су били неразумљиви или слаби.
За неке од ових извештаја о преносу је касније утврђено да су превара, али су други сматрани аутентичним. Смернице које су направиле станице Pan Am-а сугеришу да сигнали потичу са неколико локација, укључујући острво Гарднер (Никумароро), 360 миља (580 километара) до ССЕ. У то време је примећено да ако су ови сигнали били од Ерхарта и Ноонана, они су морали бити на копну са летелицом јер би вода иначе изазвала кратки спој у електричном систему Елецтре.  Спорадични сигнали су пријављени четири или пет дана након нестанка, али ниједан није дао никакве разумљиве информације.  Капетан USS Colorado је касније рекао: „Нема сумње да су многе станице позивале Ерхартов авион на фреквенцији, неке гласом, а друге сигналима.

### Покушаји тражења
Почевши отприлике један сат након Ерхартове последње снимљене поруке, USCGC Itasca је предузела крајње неуспешну претрагу северно и западно од острва Хауланд, на основу почетних претпоставки о преносу из авиона. Морнарица Сједињених Америчких Држава (УСН) се убрзо придружила потрази и у периоду од око три дана послала расположиве ресурсе у подручје претраге у близини острва Хауланд. Иницијална потрага од стране Itascaа укључивала је претрагу уз линију положаја 157/337 до NNW од острва Хауланд. Itasca је затим претражила подручје до непосредног сјевероисточног дијела острва, што одговара подручју, али шире од подручја које је претраживано према сјеверозападу. На основу смера неколико наводних Ерхарт радио преноса, неки од напора претраге били су усмерени на одређену позицију на линији од 281 степен (приближно северозападно) од острва Хауланд, без налаза. Четири дана након Ерхартиног последњег верификованог радио преноса, 6. јула 1937, капетан војног брода Колорадо је добио наређење од команданта Четрнаестог поморског округа да преузме све јединице морнарице и обалске страже ради координације у потрази.
Званична потрага трајала је до 19. јула 1937. Потрошено је 4 милиона долара; ваздушна и поморска потрага од стране морнарице и обалске страже била је најскупља и најинтензивнија у историји САД до тог времена, али технике потраге и спасавања током тог доба биле су рудиментарне и неке од потраге су биле засноване на погрешним претпоставкама и погрешним информацијама. На званично извештавање о покушајима потраге утицали су појединци који су били опрезни у погледу тога како би штампа могла да извештава о њиховој улози у потрази за америчким херојем. Упркос претресу без преседана од стране морнарице и обалске страже Сједињених Држава, није пронађен ниједан физички доказ, било авиона или чанова посаде. Носач авиона USS Lexington, бојни брод УUSS Colorado, Itasca, јапански брод за океанографско истраживање Koshu и јапански хидроавиони Kamoi тражили су по шест до седам дана, покривајући 150.000 sq mi (390.000 km2).
Непосредно по завршетку званичне потраге, Путнам је финансирао приватну претрагу од стране локалних власти оближњих пацифичких острва и вода. Крајем јула 1937, Путнам је изнајмио два мала чамца и, док је остао у Сједињеним Државама, управљао је потрагом на острвима Феникс, острву Божић (Киритимати), острву Фанинг (Табуаеран), Гилбертовим острвима и Маршаловим острвима, али није пронађен никакав траг о Електри или њеним станарима.
Вративши се у Сједињене Државе, Путнам је постао повереник имања Ерхартове како би могао да плати претраге и повезане рачуне. На оставинском суду у Лос Анђелесу, Путнам је затражио да се укине седмогодишњи период чекања „проглашене смрти у одсуству“ како би могао да управља Ерхартовим финансијама. Као резултат тога, Ерхартова је проглашен правно мртвом 5. јануара 1939.

## Спекулације о нестанку
Неки су сугерисали да су Ерхарт и Нунан преживели и слетели негде другде, али никада нису пронађени или убијени. Предлози за такве локације су укључивали ненасељено острво Гарднер, 400 mi (640 km) из околине Хауланда, Маршалска острва под јапанском контролом, 870 mi (1.400 km) на најближој тачки атола Мили и Северна Маријанска острва, под контролом Јапана, 2.700 mi (4.300 km) од Хауленда.

### Теорија пада и потонућа
Многи истраживачи верују да је Ерхарт и Нунану понестало горива док су тражили острво Хауленд, искрцали се у мору и умрли. Авион би имао довољно горива да стигне до Хауланда. Додатно гориво би покрило неке непредвиђене ситуације као што су чеони ветар и потрага за Хауландом. Авион је могао да лети по компасу ка Хауленду током ноћи. Ујутро, време очигледног изласка сунца омогућило би авиону да одреди своју линију положаја („сунчева линија“ која се кретала 157°–337°)  Са те линије, авион је могао да одреди колико даље мора да пређе пре него што стигне до паралелне сунчеве линије која је пролазила кроз Хауленд.
Током 1970-их, пензионисани капетан УСН-а Лоренс Сејфорд започео је дугу анализу лета. Његово истраживање укључивало је сложену документацију о радио преносу. Сафорд је закључио да је лет пратило лоше планирање и још лошија извршење.
Године 1982, пензионисани контраадмирал УСН Ричард Р. Блек, који је био административно задужен за узлетиште Хауланд Ајленд и био је присутан у радио сали на Itasca, изјавио је да је „Електра отишла у море око 10.  ујутро, 2. јула 1937, недалеко од Хауленда“.

### Теорија о заробљавању од стране Јапанаца
Године 1966, дописник CBS-а Фред Гернер објавио је књигу у којој тврди да су Ерхарт и Нунан ухваћени и погубљени када се њихова летелица срушила на острво Сајпан, део архипелага Северних Маријанских острва.  Саипан је, међутим, удаљен више од 2700 миља од острва Хауланд. Каснији заговорници хипотезе о заробљавању генерално су уместо тога предложили Маршалска острва, која су, иако су још увек удаљена од предвиђене локације (~800 миља), нешто већа могућност за такав расплет догађаја.
Недавни заговорник ове теорије је Мајк Кембел, који је 2012. објавио књигу Amelia Earhart: The Truth at Last. Кембел наводи тврдње становника Маршалских Острва да су били сведоци несреће, као и наредника америчке војске који је пронашао сумњиву гробницу у близини бившег јапанског затвора на Сајпану.

### Митови, легенде и тврдње
Неразјашњене околности нестанка, заједно са славом Ерхартове, привукле су велики број других тврдњи у вези са њеним последњим летом. Неколико неподржаних теорија постало је познато у популарној култури.
Појавиле су се гласине у којима се тврдила да је Амелија Ерхарт постала токијска ружа, односно матерња говорница енглеског која је путем радија представљала јапанску ратну пропаганду. Према тврдњи неколико биографија Ерхартове, Путнам је лично истражио ову гласину, али након што је преслушао многе снимке бројних токијских ружа, није препознао њен глас међу њима.
У новембру 2006. године National Geographic је емитовао другу епизоду серије Неоткривена историја у којој се тврди да је Ерхартова преживела пад, преселила се у Њу Џерси, променила име, преудала се и постала Ајрин Крегмајл Болам. Ова тврдња је првобитно изнета у књизи Amelia Earhart Lives (1970) аутора Џоа Класа, на основу истраживања мајора Џозефа Џервиса. Ирене Болам, која је била банкар у Њујорку током 1940-их, негирала је да је Ерхарт, поднела је тужбу путем које је тражила 1,5  милиона долара одштете и поднела је подужу изјаву под заклетвом у којој је побијала тврдње. Издавач књиге је повукао је књигу са тржишта убрзо након што је објављена, а судски записи показују да је компанија са њом постигла вансудску нагодбу. Након тога, истраживачи су детаљно документовали Боламин лични живот, елиминишући сваку могућност да је она Ерхарт. Кевин Ричлин, професионални криминалистички форензичар којег је ангажовао National Geographic, проучавао је фотографије обе жене и навео многе разлике између две особе.

## Наслеђе
Ерхарт је током свог живота била надалеко позната међународна славна личност. Њена харизматична привлачност, независност, упорност, хладнокрвност под притиском, храброст и циљно оријентисана каријера, као и околности њеног нестанка у релативно раној младости, донеле су јој трајну славу у популарној култури. О њеном животу написано је на стотине чланака и десетине књига, који често садрже мотивационе мотиве, посебно за девојчице. Она се генерално сматра феминистичком иконом.
Њена достигнућа у ваздухопловству инспирисала су генерацију жена авијатичара, укључујући више од 1.000 жена пилота Жене пилота ваздухопловних снага (WASP) које су превозиле војне авионе, вукле једрилице, летеле авионом за вежбање и службовале као транспортни пилоти током трајања Другог светског рата.
Кућа у коме је рођена је сада Музеј места рођења Амелије Ерхарт и одржава га The Ninety-Nines, међународна група жена пилота у којој је Ерхартова била прва председница.
Мали део мотора Lockheed Electra на десној страни, пронађен је након пада на Хавајима у марту 1937. године, потврђено је да је налаз аутентичан. Процена металног отпада је приказана у епизоди History Detectives у седмој сезони 2009.
Године 2013, Амелија Роуз Ерхарт (нису у сродству), пилот и репортерка из Денвера, Колорадо, најавила је да ће средином 2014. рекреирати лет из 1937. Лет је завршила без проблема 11. јула 2014.
У јуну и јулу 2017, Брајан Лојд је летео око света у знак сећања на покушај прелета око света Амелија Ерхарт, 80 година раније. Лојд је следио руту сличну оној коју је прешла Ерхарт.
Током 2013. часопис Flying сврстао је Ерхарт на 9. место на својој листи „51 херој авијације“.
Њен живот је инспирисао стваралаштво многих писаца и других других уметника.

## Рекорди и достигнућа
- Светски висински рекорд за жене: 14.000 ft (1922)
- Прва жена која је прелетела Атлантски океан (1928)
- Рекорди брзине за 100 km (и са 500 lb (230 kg) терета) (1931)
- Прва жена која је летела аутожиром (1931)
- Висински рекорд за аутожиро: 18.415 ft (1931)
- Прва жена која је прешла Сједињене Државе аутожиром (1931)
- Прва жена која је летела Атлантиком соло (1932)
- Прва особа која је двапут прелетела Атлантик (1932)
- Прва жена која је добила заслужни летећи крст (1932)
- Прва жена која је летела без престанка, од обале до обале преко САД (1932)[187]
- Трансконтинентални рекорд у брзини за жене (1933)
- Прва особа која је самостално летела између Хонолулуа, Хаваја и Оукланда, Калифорнија (1935)[189]
- Прва особа која је самостално летела од Лос Анђелеса до Мексико Ситија (1935)
- Прва особа која је летела самостално из Мексико Ситија у Њуарк, Њу Џерси (1935)
- Рекорд брзине за лет са истока на запад од Оукланда, Калифорнија, до Хонолулуа, Хаваји (1937)[190]
- Прва особа која је самостално летела од Црвеног мора до Карачија (1937)

## Дела
Написала је чланке у часописима, новинске колумне и есеје и објавила две књиге засноване на својим искуствима пилота:
- 20 Hrs, 40 Min. (1928) је дневник њених искустава као прве жене путнице на трансатлантском лету.
- The Fun of It (1932) су мемоари њених летачких искустава и есеј о женама у ваздухопловству.
- Last Flight (1937) садржи периодичне уносе у часопису које је послала назад у Сједињене Државе током свог покушаја светског лета, објављене у новинама у недељама пре њеног коначног одласка из Нове Гвинеје. Саставио је њен супруг ГП Путнам након што је нестала изнад Пацифика, многи историчари сматрају да је ова књига само делимично њено оригинално дело.